# Allen Toussaint
Allen Toussaint (New Orleans, Louisiana, 1938. január 14. – Madrid, 2015. november 9.) amerikai R&B-, soul-, blueszenész; énekes, zongorista, zeneszerző.

## Pályakép
A New Orleans-i R&B mellett a déli soul, a funk, a dzsessz és a blues műfajaiban is otthon volt. Az 1950-es évektől rengeteg zenésszel dolgozott együtt.
Zongoristaként és énekesként éjszakai mulatókban játszott, aztán 1958-ban – húszéves korában – kiadta első lemezét: The Wild Style Of New Orleans. Rövidesen szerzőként is feltűnt. Dalait Otis Reddingtől a Rolling Stoneson át a Who-ig rengetegen dolgozták fel.

## Díjak, elismerések
- 1998: Rock and Roll Hall of Fame
- 2011: Dalszerző Hall of Fame
- 2012: Blues Hall of Fame
- 2012: National Medal of Arts
- 2015: A 100 legjobb dalszerző között (Rolling Stone Magazin)

## Lemezei
- The Wild Sound of New Orleans (1958)
- Toussaint (1971, aka From A Whisper To A Scream)
- Life, Love and Faith (1972)
- Southern Nights (1975)
- Motion (1978)
- I Love A Carnival Ball, Mr Mardi Gras Starring Allen Toussaint (1987)
- Connected (1996)
- A New Orleans Christmas (1997)
- Allen Toussaint's Jazzity Project: Going Places (2004)

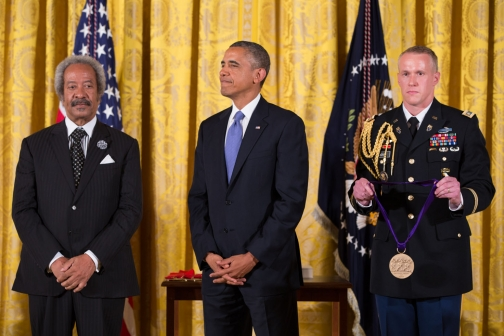
Allen Toussaint Obama elnöktől 2013. július 10-én a Fehér Házban átveszi a „Medal of Honor for the Arts” kitüntetést

- The Bright Mississippi (2009)
- American Tunes (2016)